# Kivijärvenvuori-Mäyrämäen lehto
Kivijärvenvuori-Mäyrämäen lehto este o arie protejată (arie specială de conservare — SAC, sit de importanță comunitară — SCI) din Finlanda întinsă pe o suprafață de 32 ha, integral pe uscat.

## Localizare
Centrul sitului Kivijärvenvuori-Mäyrämäen lehto este situat la coordonatele 61°58′54″N 25°54′50″E / 61.9817°N 25.9139°E.

## Înființare
Situl Kivijärvenvuori-Mäyrämäen lehto a fost declarat sit de importanță comunitară în august 1998 pentru a proteja 1 specie de animale. Situl a fost protejat și ca arie specială de conservare în aprilie 2015.

## Biodiversitate
Situată în ecoregiunea boreală, aria protejată conține 4 habitate naturale: Pante stâncoase silicioase cu vegetație casmofită, Taiga vestică, Păduri fino-scandinave bogate în ierburi cu Picea abies, Mlaștini împădurite.
La baza desemnării sitului se află o specie protejată de  mamifere: veveriță zburătoare siberiană (Pteromys volans).
Pe lângă speciile protejate, pe teritoriul sitului au mai fost identificate 7 specii de plante, 3 specii de pești.